# Ludiano
Ludiano foi uma comuna da Suíça, no Cantão Tessino, com cerca de 287 habitantes. Estendia-se por uma área de 6,2 km², de densidade populacional de 46 hab/km². Confinava com as seguintes comunas: Acquarossa, Malvaglia, Semione, Sobrio.
A língua oficial nesta comuna era o Italiano.

## História
Em 1 de abril de 2012, passou a formar parte da nova comuna de Serravalle.